# Konståret 1962

## Händelser
- Den internationella konströrelsen Fluxus bildades
- Konstnärernas Samarbetsorganisation bildades
- Kunsthøjskolen i Holbæk grundades

## Priser och utmärkelser
- Prins Eugen-medaljen tilldelas Bror Marklund, svensk skulptör, och Arne Jacobsen, dansk arkitekt.

## Verk
- Andy Warhol – Gröna Coca-Colaflaskor

## Utställningar
- 4 amerikanare med Robert Rauschenberg, Alfred Leslie, Richard Stankiewic och Jasper Johns visas på Moderna Museet i Stockholm.

## Födda
- 23 januari - Svein Nyhus, norsk tecknare, illustratör och barnboksförfattare.
- 24 januari - Magnus Wassborg, svensk konstnär.
- 2 februari - Henrik Teleman, svensk konstnär konstnär och chef för Virserums konsthall.
- 22 februari - Pernilla Stalfelt, svensk barnboksförfattare, illustratör och museipedagog.
- 28 februari - Karin Mamma Andersson, svensk konstnär.
- 2 april - Ann-Sofi Sidén, svensk bildkonstnär och professor.
- 11 april - Vincent Gallo, amerikansk skådespelare, regissör, konstnär och kompositör.
- 6 maj - Christian Beijer, svensk konstnär, målare, popkonstnär.
- 22 maj - Anders Nyberg, svensk illustratör.
- 25 maj - Olof Sundqvist, svensk silversmed och formgivare.
- 19 juni - Pipilotti Rist, schweizisk videokonstnär.
- 12 juli - Václav Švejcar, tjeckisk bildkonstnär.
- 29 juli - Anders Gunér, svensk konstnär och designer.
- 11 september - Pierre Huyghe, fransk film och videokonstnär.
- okänt datum - Annica Karlsson Rixon, svensk konstnär och professor vid Högskolan för Fotografi i Göteborg.
- okänt datum - Johan Grimonprez, belgisk konstnär.
- okänt datum - Dinos Chapman, brittisk konstnär.
- okänt datum - Jill Emery, amerikansk basist och konstnär.
- okänt datum - Björn Bergenholtz, svensk illustratör och författare.

## Avlidna
- 13 maj – Franz Kline, 51, amerikansk abstrakt-expressionistisk målare.
- 5 augusti - John Willie, 59, amerikansk fetischkonstnär och fotograf.